# Luigi Frezza
Luigi Frezza (né le 27 mai 1783 à Lanuvio dans le Latium, et mort le 14 octobre 1837 à Rome) est un cardinal italien du XIXe siècle. 

## Biographie
Luigi Frezza est élu évêque de Terracina, Sezze e Piverno en 1826 et est promu archevêque titulaire de Chalcédoine (de) en 1828. Il est envoyé comme nonce apostolique en Nouvelle-Grenade. Il exerce des fonctions au sein de la curie romaine, notamment comme secrétaire de la Congrégation consistoriale et secrétaire de la Congrégation extraordinaire des affaires ecclésiastiques en 1831. 
Le pape Grégoire XVI le crée cardinal in pectore lors du consistoire du 23 juin 1834. Sa création est publiée le 11 juillet 1836.